# Tourbet El Bey
El Tourbet El Bey (تربة الباي) es un mausoleo tunecino situado en la zona suroeste de la Medina de Túnez.
Considerado como la última morada de los soberanos de la dinastía de los husainitas —aunque no figuran todos, como sus dos últimos representantes, Muhammad VII al-Munsif y Muhammad VIII al-Amin, inhumados respectivamente en el cementerio del Djellaz de Túnez y en un cementerio de La Marsa—, el edificio construido bajo el reinado de Ali II ibn Husayn (1759-1782), constituye el mayor monumento funerario de Túnez.
Está incluida en la lista del patrimonio de la Humanidad por la Unesco, dentro del conjunto «Medina de Túnez».

## Mausoleo real

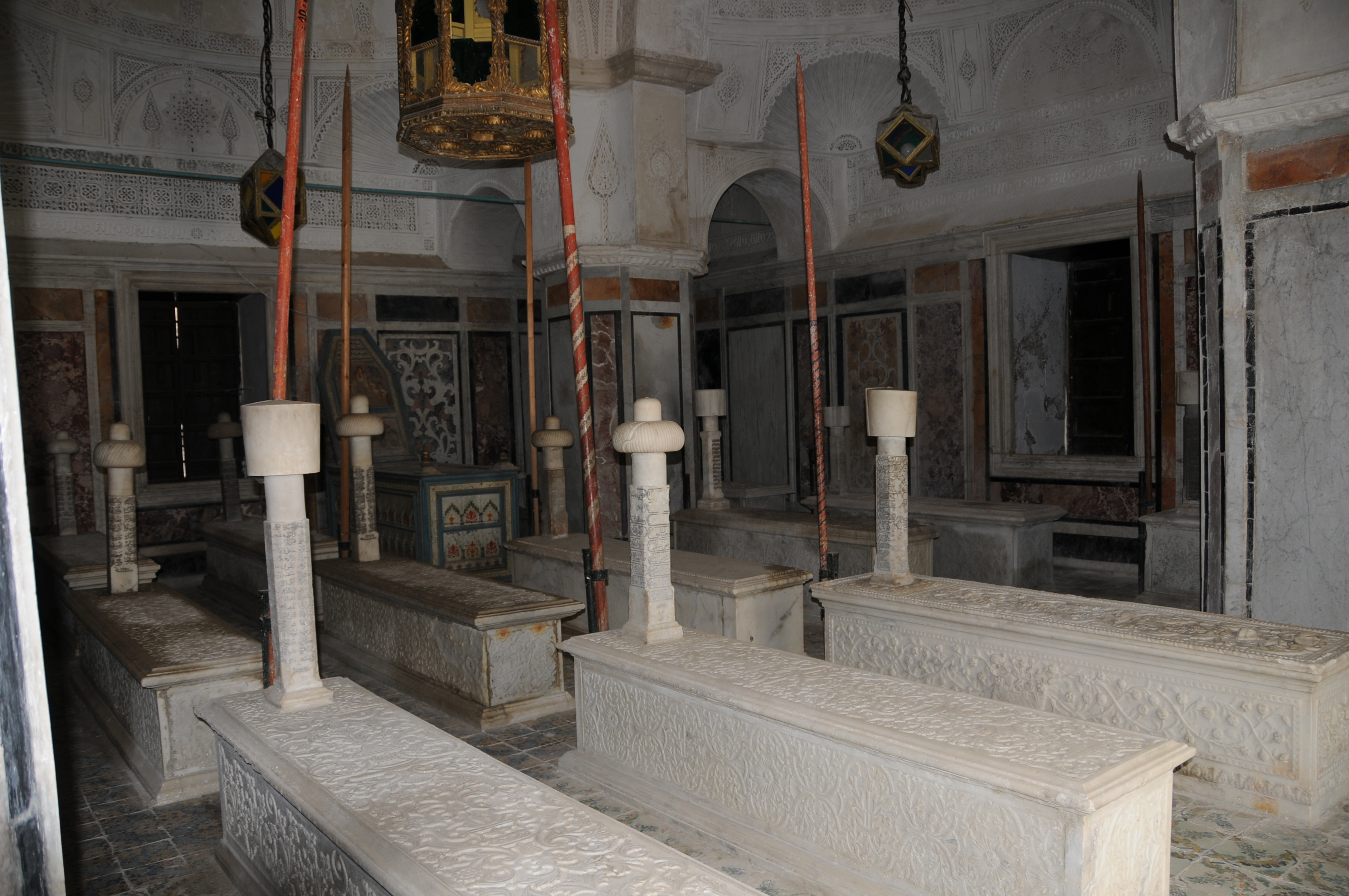
El Salón de los Soberanos, donde son enterrados los Bey de la dinastía Husseinita en Tourbet El Bey en la Medina de Túnez.

El edificio está coronado por cúpulas y, las principales de entre ellas, se encuentran recubiertas por tejas verdes en forma de escamas y dominan las fachadas, de arenisca ocre y decoradas a intervalos regulares por pilastras y entablamentos de piedra clara, de estilo italiano. Corresponden a las diferentes salas funerarias donde se encuentran las tumbas de los reyes y sus esposas, las de varios visires y las de sus sirvientes.
Las tumbas se encuentran elevadas por encima del nivel del suelo y están cubiertas por sarcófagos de mármol decorado con bajorrelieves. Las que albergan a los hombres se caracterizan por pequeñas columnas prismáticas con inscripciones rematadas por un turbante; las de las mujeres se reconocen por la presencia de placas de mármol dispuestas en cada extremo, una de las cuales presenta incisiones.

## Arquitectura
Se accede al mausoleo a través de una gran sala cuya decoración muestra una fuerte influencia italiana, aunque de estilo otomano. El mausoleo, que incluye ocho cámaras funerarias todas cubiertas con cúpulas, se articula en torno a dos patios, que se abren a cada lado de una cámara funeraria, algunas de los cuales se comunica directamente con las adyacentes. El patio desde el cual se accede al Salón de los soberanos, está enmarcado por arquerías; arcos que descansan sobre columnas de mármol blanco de Carrara con capiteles neo-dóricos.

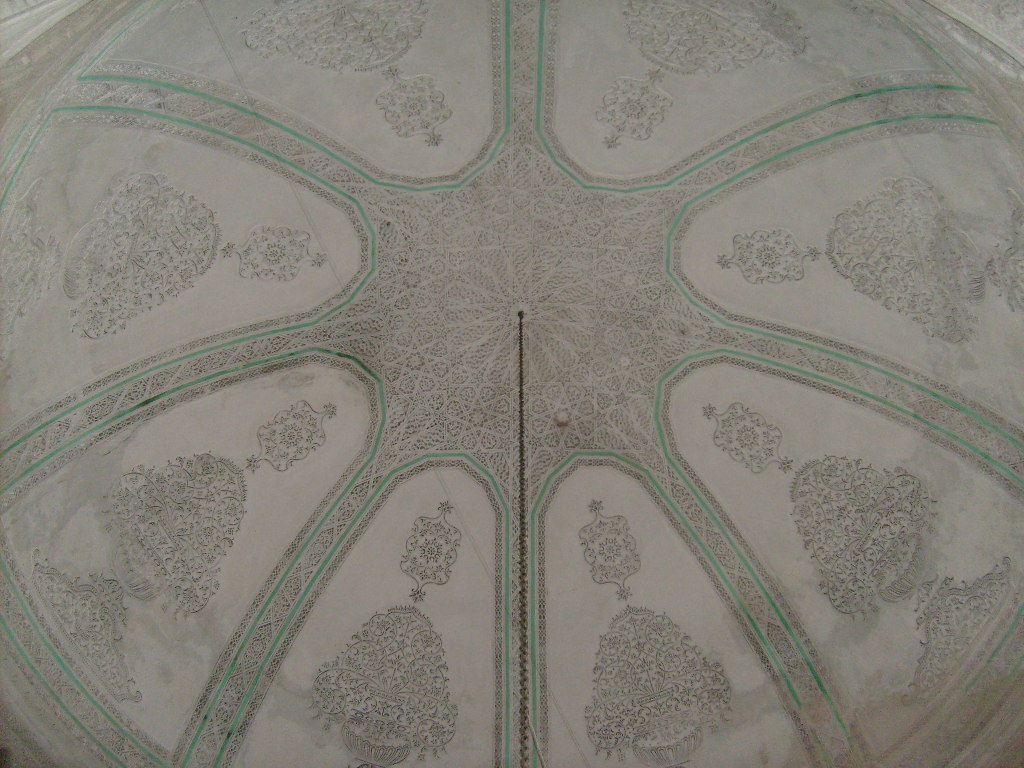
Detalles de una cúpula, con los adornos de estuco y líneas de color verde

La sala más importante del complejo es la reservada al soberano. Conforma un cuadrado, que mide quince metros de largo y con la altura de una mezquita otomana clásica: cuatro grandes columnas cruciformes que soportan una gran cúpula central, ligeramente arqueada, que está rodeada por cuatro medias cúpulas en los lados y cuatro pequeñas cúpulas en las esquinas. Esta disposición de las cúpulas no se presenta en ninguna otra medina, solo se encuentra en la mezquita de Sidi Mahrez. La decoración de la habitación, mezcla influencias italianas, otomanas y locales; las partes inferiores de las paredes y las columnas están cubiertas con taraceas con incrustaciones de mármol policromado hasta una altura de 2,5 metros, mientras que las portadas de las cúpulas están adornadas con yeso finamente trabajado.
Los techos del mausoleo, en forma de cúpulas o vueltas, están decorados con adornos de estuco geométricos y vegetales, a veces policromado, cuya riqueza se basa en el rango de las personas que están enterradas en la habitación. Uno de ellos es sorprendentemente por su estructura arquitectónica, con una gran cúpula en forma de óvalo. Las paredes están generalmente cubiertas con azulejos de cerámica en tonos naranja y amarillo; una serie de estas baldosas fueron importadas de Italia (sobre todo de Nápoles), mientras que otras fueron fabricados localmente, en los talleres de Qallaline. La sala de los soberanos reinantes es la única decorada profusamente con mármol policromado de estilo italiano.